# Dolichogyna nigripes
Dolichogyna nigripes är en tvåvingeart som beskrevs av Jacques-Marie-Frangile Bigot 1884. Dolichogyna nigripes ingår i släktet Dolichogyna och familjen blomflugor. Inga underarter finns listade i Catalogue of Life.